# NCIS: New Orleans (7.ª temporada)
A sétima e última temporada de NCIS: New Orleans, série americana da categoria drama procedural policial, estreou na CBS em 8 de Novembro de 2020. A temporada é produzida pelos Estúdios CBS, com Christopher Silber e Jan Nash como showrunner e produtor executivo.
A temporada teve 16 episódios.
Em 18 de fevereiro de 2021, a série foi cancelada, tendo seu último episódio exibido em 23 em maio de 2021, após sete temporadas.

## Elenco e personagens

### Principais
- Scott Bakula como Dwayne Cassius Pride
- Vanessa Ferlito como Tammy Gregorio
- Rob Kerkovich como Sebastian Lund
- Daryl "Chill" Mitchell como Patton Plame
- CCH Pounder como Loretta Wade
- Necar Zadegan como Hannah Khoury
- Charles Michael Davis como Agente do NCIS Quentin Carter
- Chelsea Field como Rita Devereaux, Advogada federal e namorada de Pride

### Recorrentes
- Shanley Caswell como Laurel Pride
- Jason Alan Carvell como Jimmy Boyd, meio-irmão de Dwayne Pride
- Amanda Warren como Prefeita de New Orleans Zahra Taylor
- Joanna Cassidy como Mena Pride, mãe de Dwayne Pride
- Callie Thorne como Sasha Broussard, advogada e antiga inimiga de Pride
- Drew Scheid como Connor Davenport, filho de Sasha Broussard e de Dwayne Pride

## Episódios
| N.º na série | N.º na temp. | Título                          | Dirigido por         | Escrito por                                         | Exibição original       | Audiência (milhões) |
| --- | ------------ | ------------------------------- | -------------------- | --------------------------------------------------- | ----------------------- | ------------------- |
| 140 | 1            | "Something In The Air, Part I"  | James Whitmore, Jr.  | Jan Nash & Chistopher Silber                        | 8 de novembro de 2020   | 4.65                |
| Passado algumas semanas após o Mardi Gras, Nova Orleans luta contra os efeitos do COVID-19 quando a pandemia começa a se espalhar impiedosamente pelos Estados Unidos. Pride, lidando com as ramificações da ordem estadual de fechar todos os restaurantes e bares, envia Tammy e Carter para investigar uma morte suspeita a bordo de um navio humanitário no mar, mas enquanto a bordo eles descobrem que alguns dos membros da tripulação estão infectados com a doença mortal. Enquanto isso, Wade é oprimida pelo alto volume no necrotério devido ao COVID-19, e Khoury luta para se reunir com sua filha, que está com seu pai separado na Europa, devido ao surto mundial. |              |                                 |                      |                                                     |                         |                     |
| 141 | 2            | "Something In The Air, Part II" | James Whitmore, Jr.  | Jan Nash & Chistopher Silber                        | 15 de novembro de 2020  | 4.71                |
| Carter e Tammy sobrevivem a uma explosão de fogo a bordo de um navio infestado de COVID-19 em busca de evidências de uma morte suspeita. Enquanto isso, Pride se reúne com Rita, que revela algumas notícias chocantes. Wade ajuda uma mulher a encontrar o corpo de seu irmão depois que ele morre de COVID-19. Além disso, Patton e sua afilhada entram em uma discussão acalorada sobre seu futuro após o colégio. |              |                                 |                      |                                                     |                         |                     |
| 142 | 3            | "One of Our Own"                | Hart Bochner         | Ron McGee                                           | 22 de novembro de 2020  | 4.90                |
| Pride e sua equipe investigam o assassinato de um colega oficial da Polícia de New Orleans. Pride logo descobre que a vítima estava sob investigação por uso excessivo de força em serviço. Enquanto isso, Tammy começa a sentir os efeitos quando inicia um novo relacionamento. |              |                                 |                      |                                                     |                         |                     |
| 143 | 4            | "We All Fall..."                | Hart Bochner         | Talicia Raggs                                       | 13 de dezembro de 2020  | 5.17                |
| A equipe NCIS continua sua investigação sobre o assassinato de um oficial que estava prestes a denunciar a má conduta policial dentro do NOPD. Depois que ele e Rita são atacados por um dos alvos da investigação, Pride é forçado a ser criativo para finalmente se livrar dos policiais sujos, enquanto reflete simultaneamente sobre sua própria má conduta no passado. Enquanto isso, enquanto a COVID-19 continua sobrecarregando o sistema, Wade finalmente resolve o problema que isso está lhe causando. |              |                                 |                      |                                                     |                         |                     |
| 144 | 5            | "Operation Drano: Part I"       | LeVar Burton         | Chad Gomez Creasey                                  | 3 de janeiro de 2021    | 4.54                |
| Pride e sua equipe investigam a morte de uma pessoa que detinha uma informação chave sobre uma bateria ultrassecreta de alta tecnologia. Enquanto isso, Rita é designada para um caso de ação civil que foi demitida injustamente. |              |                                 |                      |                                                     |                         |                     |
| 145 | 6            | "Operation Drano: Part II"      | LeVar Burton         | Katherine Beattie                                   | 10 de janeiro de 2021   | 4.67                |
| A equipe continua a investigar um misterioso torpedo de um submarino que aterroriza a população da costa do Golfo. Enquanto isso, com o relacionamento de Tammy com sua namorada crescendo vigorosamente, Sebastian receia que ela irá se mudar. |              |                                 |                      |                                                     |                         |                     |
| 146 | 7            | "Leda and the Swan: Part I"     | Diana Valentine      | Stephanie SenGupta                                  | 17 de janeiro de 2021   | 5.07                |
| Quando um psicólogo marinho encontrado morto em um beco, a equipe descobriu que a causa é algo maior do que a sessão de aconselhamento às vítimas. Enquanto isso, Sebastian está ajudando a testemunha a se levantar depois de descobrir que ela é moradora de rua e seu filho está sob custódia protetora. |              |                                 |                      |                                                     |                         |                     |
| 147 | 8            | "Leda and the Swan: Part II"    | Tim andrew           | Sydney Mitchel                                      | 14 de fevereiro de 2021 | 5.00                |
| Enquanto Pride e a equipe continuam a investigação da agressão de um oficial e do assassinato de seu terapeuta, NCIS se concentra em um dos principais suspeitos que está trabalhando no sistema há anos. Enquanto isso, Carter e sua mãe falam sobre como seguirão em frente após um erro do passado e Sebastian começa um novo relacionamento promissor. |              |                                 |                      |                                                     |                         |                     |
| 148 | 9            | "Into Thin Air"                 | Tim andrew           | Cameron Dupuy                                       | 21 de fevereiro de 2021 | 4,93                |
| O orgulho e a equipe estão à caça de uma garota sequestrada de 14 anos e descobrem que seu pai, que em breve terá a custódia dela, é um sobrevivente radical que vive fora da rede. |              |                                 |                      |                                                     |                         |                     |
| 149 | 10           | "Homeward Bound"                | Hart Bochner         | Katherine Beattie e Jack Maron                      | 28 de fevereiro de 2021 | 5,03                |
| Quando um suboficial é abatido por um atirador, Pride e NCIS caçam o assassino, apenas para descobrir que ele pode não estar agindo sozinho. Além disso, Rita diz a Pride que ela recebeu uma oferta de trabalho atraente em Kansas City. |              |                                 |                      |                                                     |                         |                     |
| 150 | 11           | "Stashed"                       | Sherman Shelton, Jr. | Talicia Riggs e Adam Lazarre-White                  | 28 de março de 2021     | 4.86                |
| A vida de Sebastian está em perigo quando um criminoso que ele colocou atrás das grades escapa da custódia da polícia. Além disso, Carter tem a tarefa de manter Sebastian sob custódia protetora e o flerte de Carter e Hannah é fofoca divertida para Tammy e Sebastian. |              |                                 |                      |                                                     |                         |                     |
| 151 | 12           | "Once Upon a Time"              | Rob Greenlea         | Jan Nash e Ron McGee                                | 4 de abril de 2021      | 4.63                |
| Depois que um coquetel Molotov é arremessado no bar do Pride, as evidências levam a sua antiga nêmesis, Sasha Brousard (Callie Thorne), que tem mantido um segredo dele que afetará sua vida para sempre. Além disso, Tammy usa suas habilidades de criação de perfis em Hannah e Carter com uma precisão chocante. |              |                                 |                      |                                                     |                         |                     |
| 152 | 13           | "Choices"                       | Lionel Coleman       | Chad Gomez Creasey & Christopher Silber             | 2 de maio de 2021       | 4.79                |
| A equipe investiga o bombardeio mortal em um bar e a iminente guerra criminosa por território envolvendo Sasha Broussard. Além disso, enquanto Pride deve chegar a um acordo sobre ter Connor em sua vida, Carter e Hannah trabalham para definir seu novo relacionamento. |              |                                 |                      |                                                     |                         |                     |
| 153 | 14           | "Illusions"                     | Rob Greenlea         | Stephanie Sengupta & Megan Bacharach                | 9 de maio de 2021       | 4.96                |
| Enquanto Pride dirige a equipe para ligar Sasha aos recentes ataques em New Orleans, ele precisa ajudar Connor a entender quem sua mãe realmente é. Enquanto isso, Carter e Tammy procuram por um cão militar roubado altamente treinado, e Pride e Rita tomam uma decisão importante sobre seu casamento. |              |                                 |                      |                                                     |                         |                     |
| 154 | 15           | "Runs In The Family"            | Mary Lou Belli       | Ron McGee & Stephanie Sengupta                      | 16 de maio de 2021      | 4.98                |
| Quando Pride e Rita planejam seu casamento, o FBI prende Connor em conexão com a bomba incendiária do bar como um meio de chegar até sua mãe, Sasha Broussard, e Rita pode ser a única pessoa que pode salvá-los. Além disso, Tammy se muda do apartamento de Sebastian. |              |                                 |                      |                                                     |                         |                     |
| 155 | 16           | "Laissez Les Bons Temps Rouler" | Tim Andrew           | Chad Gomez Creasey & Ron McGee & Stephanie Sengupta | 23 de maio de 2021      | 5.18                |
| No episódio de encerramento da série, Pride deve aceitar que Connor irá para a Proteção à Testemunha junto com sua mãe e ao mesmo tempo descobrir quem atacou Jimmy e Connor. Carter desiste de sua promoção. Pride e Rita se casam, e Sasha decide partir e deixar que Connor viva com seu pai e sua nova família. |              |                                 |                      |                                                     |                         |                     |

## Produção
Em 6 de Maio de 2020 NCIS: New Orleans foi renovada para a sétima temporada.
A temporada deverá conter 16 episódios.
Em 29 de Setembro de 2020 foi anunciado que Chelsea Field, que interpreta a personagem recorrente Rita Devereaux, foi promovida ao elenco regular da série.
A produção da temporada começou em 23 de Setembro de 2020, com a adoção de protocolos rígidos de segurança devido à pandemia do COVID-19.